# Eriopus asplenioides
Eriopus asplenioides là một loài Rêu trong họ Hookeriaceae. Loài này được (Brid.) Besch. mô tả khoa học đầu tiên năm 1880.